# たまごっちオリジナルアニメ
『たまごっちオリジナルアニメ』は、バンダイチャンネル（バンダイのYouTube内の公式サイト）にて公開された約3分のショートアニメーション作品。2008年12月12日に配信された。

## 概要
主なキャスト・スタッフは映画及び『さぁイコー! たまごっち』とほぼ同じ布陣だが、一部交替したスタッフもいる。エンディングアニメーションは、本の隅に描かれた各エピソードのメインキャラクターが動くパラパラアニメになっている。第1話は、マクドナルドとのタイアップでまめっちたちがマクドナルドでお手伝いする話になっている。ゲストキャラとして、マクドナルドのハンバーガーをイメージしたマクドっちというキャラクターも登場する。

## キャラクター
- まめっち - 釘宮理恵
- めめっち - 柚木涼香
- くちぱっち - 矢口アサミ
- ちゃまめっち - 儀武ゆう子
- ききっち - 竹内順子
- ふらわっち - 佐々木日菜子
- ハピハピっち - こおろぎさとみ
- めいどっち - 城雅子
- レジっち - 竹内順子
- ぱぱまめっち・毛虫 - 川島得愛
- ままめっち - 鷹森淑乃
- マクドっち・ごりっぱ先生 - 間宮くるみ

## スタッフ
- 原案 - BANDAI、WiZ
- 企画・製作 - バンダイ
- エグゼクティブプロデューサー - 柴崎誠
- プロデューサー - 久保勝範、加藤満
- 監修 - マクドナルド（白井誠、石井久美子）[1]
- アニメーションプロデューサー - 神田修吉
- キャラクターデザイン - 一石小百合
- エンディング原画 - 松原徳弘
- アニメーション監修 - 志村錠児
- 動画チェック - 榎本冨士香
- 色彩設計 - 大関たつ枝
- 美術監督 - 工藤ただし（スタジオパインウッド）
- 撮影監督 - 吉田光伸
- 撮影 - 池田新助、大瀧隼
- CGI - OLM Digital team 3D（佐藤誠、柳川智、伊藤良太）
- 編集 - 今井大介（ジェイ・フィルム）
- 音響監督 - 三間雅文
- 音楽 - くらしっくっち
- 音響効果 - サウンドボックス
- 音響プロデューサー - 南沢道義、西名武
- 音響制作担当 - 小野勝弘
- 音響制作デスク - 中村明子
- 制作担当 - 亀井康輝
- 制作デスク - 加藤浩幸
- 制作進行 - 村田貢一
- 設定制作 - 佐々木崇之
- 監督 - 浅田裕二
- アニメーション制作 - OLM Team Kamei

## 各話リスト
| 話数 | サブタイトル            | 脚本     | 絵コンテ・演出 | 作画監督 | 原画     |
| ---- | ----------------------- | -------- | -------------- | -------- | -------- |
| 1    | マクドナルドでお手伝い! | 松井亜弥 | 浅田裕二       | 高橋英吉 | 案浦達哉 |
| 2    | まめっちたちの絵日記    | 松井亜弥 | 浅田裕二       | 高橋英吉 | 高橋英吉 |
| 3    | ハピハピっちは人気者!?  | 松井亜弥 | 浅田裕二       | 高橋英吉 | 池平千里 |